# Michael Krückel
Michael Krückel (* 22. November 1988) ist ein österreichischer Grasskiläufer. Er gehört dem A-Kader des Österreichischen Skiverbandes an und fuhr im Weltcup bisher dreimal unter die schnellsten zehn. Seine jüngere Schwester Daniela ist ebenfalls Grasskiläuferin.

## Karriere
Nach mehreren Erfolgen bei österreichischen Schülermeisterschaften startete Krückel im Juni und Juli 2003 erstmals bei FIS-Rennen, kam dabei aber nur zweimal unter die schnellsten 30. In der Saison 2004 war sein bestes Ergebnis bei FIS-Rennen der 15. Platz im Riesenslalom von Maria Gugging. Im selben Jahr nahm er in Rettenbach erstmals an einer Juniorenweltmeisterschaft teil und erreichte dabei als bestes Resultat Rang 20 im Slalom. Ende August 2004 bestritt er in Nové Město na Moravě auch seine ersten drei Weltcuprennen, in denen er aber nicht in die Punkteränge kam. In den nächsten beiden Jahren fuhr Krückel keine Weltcuprennen, er nahm ausschließlich an FIS-Rennen sowie an den Juniorenweltmeisterschaften teil. In der Saison 2005 war sein bestes Ergebnis bei FIS-Rennen Platz 16 im Slalom von Chiomonte, 2006 kam er im Riesenslalom von Chiomonte sowie im Slalom von Marbachegg ebenfalls auf Rang 16. Bei der Juniorenweltmeisterschaft 2005 konnte er sich im Slalom und in der Kombination unter den besten 20 klassieren, bei der Junioren-WM 2006 erreichte er Platz 12 im Slalom und Rang 14 im Riesenslalom.
In der Saison 2007 nahm Krückel wieder an mehreren Weltcuprennen teil und kam dabei viermal unter die besten 30, womit er Rang 27 in der Gesamtwertung belegte. Bei der Juniorenweltmeisterschaft 2007 wurde er Zehnter im Slalom, 13. im Riesenslalom sowie in der Super-Kombination und 17. im Super-G. Im September 2007 nahm er auch erstmals an einer Weltmeisterschaft in der Allgemeinen Klasse teil und erreichte dabei als bestes Resultat Rang 23 im Slalom. In der Saison 2008 verbesserten sich seine Weltcupergebnisse deutlich. Am 16. August wurde er Zwölfter im Super-G von Marbachegg und am nächsten Tag belegte er Platz 14 im Riesenslalom. Mit weiteren drei Platzierungen unter den besten 20 erreichte er Rang 22 im Gesamtklassement. Bei der Juniorenweltmeisterschaft 2008 belegte er Platz neun in der Super-Kombination, Rang 14 im Super-G und Rang 16 im Riesenslalom. Während der Weltcupsaison 2009 kam Krückel viermal unter die besten 20, in der Gesamtwertung fiel er jedoch auf Rang 41 zurück. Bei der Weltmeisterschaft 2009 in Rettenbach erreichte er Platz 14 im Slalom sowie Rang 30 im Super-G und Rang 36 im Riesenslalom. In der Super-Kombination schied er im Slalomdurchgang aus.
Zu Beginn der Saison 2010 fuhr Krückel mit Platz neun im Slalom von Čenkovice zum ersten Mal unter die besten zehn eines Weltcuprennens und am Saisonende erreichte er mit Platz sechs im Slalom von Sestriere seine bisher beste Platzierung. Im Gesamtweltcup wurde er punktegleich mit dem Tschechen Václav Srb 29. In der Saison 2011 gewann Krückel nur einmal, als 21. der Super-Kombination in Olešnice v Orlických horách, Weltcuppunkte. Zu Beginn der Weltmeisterschaft 2011 in Goldingen kam Krückel im Training zum ersten Wettbewerb, dem Super-G, schwer zu Sturz. Er konnte deshalb im Rest des Jahres an keinen weiteren Rennen teilnehmen. In der Saison 2012 war Krückels bestes Weltcupergebnis der achte Platz im Riesenslalom von Dizin am 24. August. Weitere vier Mal fuhr er unter die besten 15, womit er im Gesamtweltcup den 14. Rang erreichte.

## Sportliche Erfolge

### Weltmeisterschaften
- Olešnice v Orlických horách 2007: 23. Slalom, 34. Super-G, 39. Super-Kombination
- Rettenbach 2009: 14. Slalom, 30. Super-G, 36. Riesenslalom

### Juniorenweltmeisterschaften
- Rettenbach 2004: 20. Slalom, 32. Riesenslalom, 36. Super-G
- Nové Město na Moravě 2005: 17. Kombination, 20. Slalom, 28. Super-G, 29. Riesenslalom
- Horní Lhota 2006: 12. Slalom, 14. Riesenslalom
- Welschnofen 2007: 10. Slalom, 13. Riesenslalom, 13. Super-Kombination, 17. Super-G
- Rieden 2008: 9. Super-Kombination, 14. Super-G, 16. Riesenslalom

### Weltcup
- Drei Platzierungen unter den besten zehn